# Gianni Volpi
Gianni Volpi (Santhià, 6 agosto 1940 – Torino, 15 ottobre 2013) è stato un critico cinematografico italiano.

## Biografia
Fondatore, con Goffredo Fofi e altri, della rivista Ombre rosse, di cui sarà direttore per l'intera prima serie, Volpi ha alternato la sua attività critica a quello di organizzatore. Redattore della rivista Scena e corrispondente italiano di Positif, è stato collaboratore della Rai per cinque anni, curando programmi sul cinema, selezionatore dei festival di Bellaria e Venezia, dal 1989 è stato presidente dell'Aiace nazionale (Associazione Italiana Amici del Cinema d'Essai). Assieme ad Alberto Barbera ha presieduto il CNC (Centro Nazionale del Cortometraggio), ente di conservazione, restauro e promozione del cortometraggio italiano.

## Attività critica
La visione di Volpi intreccia l'esigenza di una critica militante, politica nel senso più radicale del termine, e l'indagine sull'individuo. I cosiddetti “cineasti del negativo” (Losey, Kubrick e Buñuel fra gli altri) sostenuti fin dai tempi di “Ombre rosse” sono l'esemplificazione della necessità di un “cinema del soggetto”. Tra le sue pubblicazioni principali figurano la "Storia del cinema" (con Goffredo Fofi, Morando Morandini e Carl Vincent) edita da Garzanti e la traduzione e cura della storia del cinema western di Raymond Bellour edita da Feltrinelli (1973). In seguito, ha curato la raccolta integrale degli scritti di Roger Tailleur.

## Opere principali
- Vittorio de Seta. Il mondo perduto., di e con Goffredo Fofi, con Franco Maresco, Bologna, Cue Press, 2020. ISBN 9788855100779.